# Eddy de Lépine
Eddy De Lépine (Francia, 30 de marzo de 1984) es un atleta francés, especialista en la prueba de relevos 4 × 100 m, con la que ha logrado ser campeón mundial en 2005.

## Carrera deportiva
En el Mundial de Helsinki 2005 ganó la medalla de oro en los relevos 4 x 100 metros, con un tiempo de 38.08 segundos, por delante de los trinitenses y británicos, siendo sus compañeros de equipo: Ladji Doucouré, Ronald Pognon y Lueyi Dovy.